# Johann Caspar Schröder
Johann Caspar Schröder, hay Johannes Caspar Schröder (tiếng Latinh: Joannes Casparus Schroederus; sinh năm 1695; mất năm 1759) là một nhà triết học cổ điển người Hà Lan.
Ông từng là giáo viên tại trường Latinh ở Breda và hiệu trưởng tại các trường ngữ pháp ở Middelburg, Utrecht và Delft.

## Tác phẩm (chọn lọc)
- L. Annaei Senecae Tragoediae cum notis integris Johannis Frederici Gronovii, ... Omnia recensuit; ... Ipsum vero Auctoris Syntagma cum MS. Codice contulit Joannes Casparus Schröderus. Apud Adrianum Beman, Delphis 1728, Bản sao kỹ thuật số, Một bản sao kỹ thuật số khác, Bản sao kỹ thuật số thứ ba.
- Epicteti Enchiridium una cum Cebetis Thebani Tabula Graece et Latine cum Notis Wolfii, Casauboni, Caselii & aliorum, quibus accedit Graeca Enchiridii paraphrasis, lacunis omnibus, Codicis Medicei ope a Jacobo Gronovio repletis recensuit, & ... illustravit Joannes Casparus Schröderus. Apud Adrianum Beman, Delphis 1723, Bản sao kỹ thuật số.
- Catalogus Bibliothecae Collegii Literarii Gymnasii Delphensis. Apud Adrianum Beman, Delphis 1721, Bản sao kỹ thuật số.
- Marci Tullii Ciceronis epistolarum selectarum libri tres. ... Textum recensuit notisque illustravit Casparus Schröderus. Apud P. de Coup, Amstelodami 1709; weiterer Druck: Delphis Batavorum, 1721.
  - Zweite Auflage: Marci Tullii Ciceronis epistolarum selectarum libri tres quos denuo recensuit et notis auxit J. C. Schroeder. Accedunt eiusdem animadversiones in emendationes Cl. Vir. Richardi Bentleii ad Ciceronis disputationes Tusculanas a Davisio illustr. Trajecti ad Rhenum, 1739.
- De prospero victoriarum cursu, quem ad Danubium, tum alibi, sociae Britannorum, Batavorum Germanorumque copiae, brevissimo temporis spatio confecerunt, proxima aestate hujus labentis anni M D CC IV. Oratio, habita Medioburgi, auctoritate publica, in Illustris Gymnasii auditorio, pridie indictam supplicationem. Apud Bartolomeum de Later, Medioburgi 1704, Bản sao kỹ thuật số.